# Kullervo
En el poema èpic finlandès Kalevala, Kullervo és el fill desgraciat de la verge Untamala, filla de Kalervo. Tot i que el poema l'anomena "Kullervo Kalervonpoika" (això és, "Kullervo, fill de Kalervo") és en realitat el seu net. Ell és l'únic personatge inflexible i tràgic de la mitologia finesa.
Segons la llegenda, gairebé tota la tribu de Kalervo mor durant una guerra contra el seu germà Untamo, qui, una vegada culminada la matança, ven al seu petit nebot com a esclau a Ilmarinen.
El nen serà criat en el més complet aïllament, degut a la seva naturalesa violenta i a les mostres primerenques i aterridores de talent màgic. L'únic record que el xicot conserva de la seva infància familiar és un vell ganivet.
La dona d'Ilmarinen es diverteix turmentant el jove esclau. Un dia, el mana a pasturar el bestiar i li dona un tros de pa que ha estat enfornat amb pedres al seu interior. En xocar amb una de les pedres que conté el pa, el ganivet se li trenca. Kullervo es desborda de ràbia, i, com que està naturalment dotat de poders màgics, profereix llavors una maledicció contra l'esposa d'Ilmarinen: així, les vaques que munyida es transformaran en óssos que li donaran mort.
Després d'aquesta acció perversa, Kullervo fuig de la seva esclavitud i descobreix que la família continua viva. No obstant, la seva germana, que se'n va anar al bosc a recollir fruites del bosc, ha desaparegut.

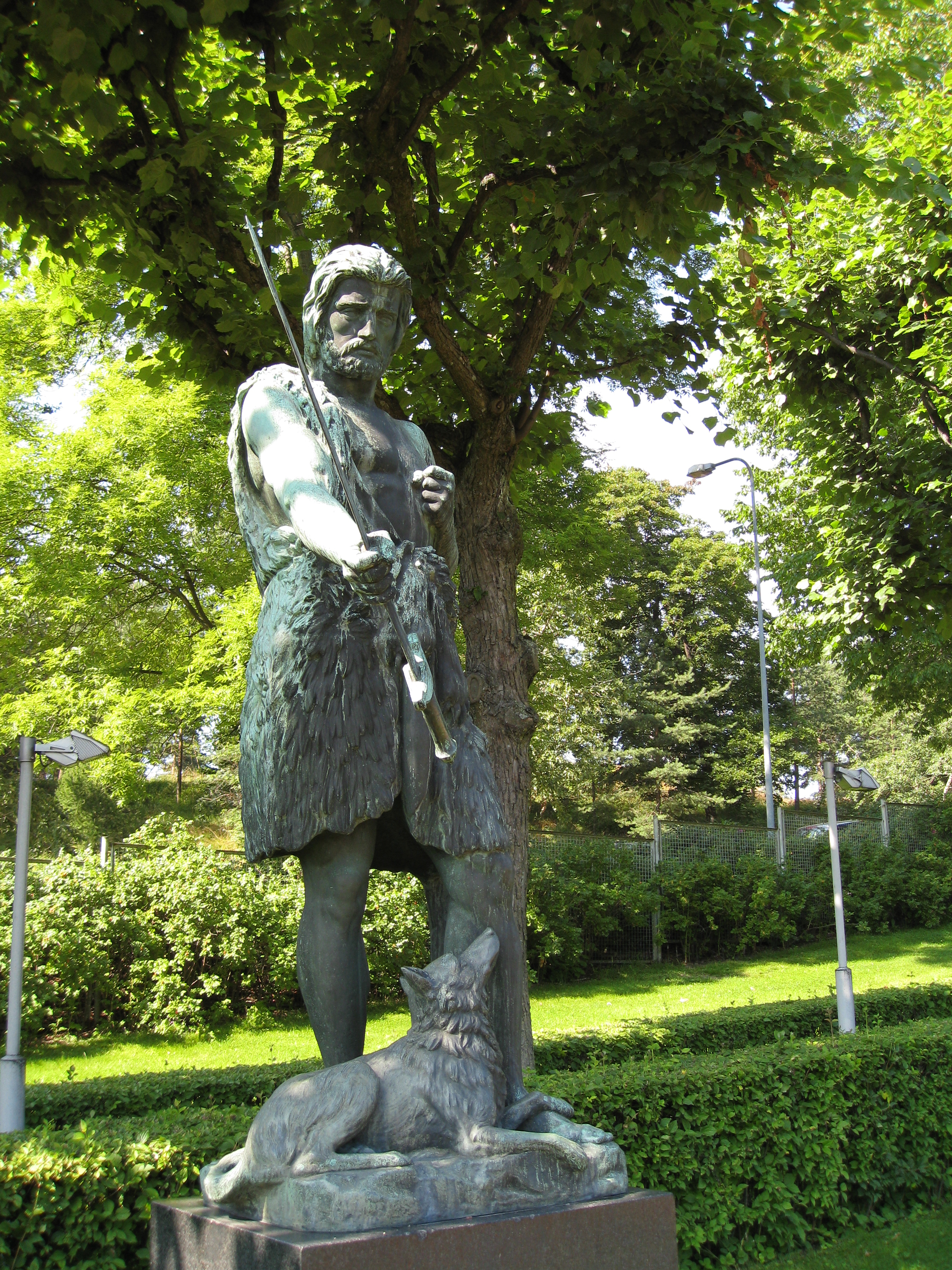
Kullervo parla amb l'espasa, 1868, de l'escultor Carl Eneas Sjöstrand.

Kullervo intenta treballar amb la seva família com a pescador, però, «per la molt mala educació / que li havia donat la seva madrastra», és incapaç d'exercir bé l'ofici: amb els maneigs maldestres, trenca els rems i fa malbé les xarxes. El seu pare l'envia a pagar el delme al seu senyor. En el seu camí de tornada d'aquesta tasca, es troba amb una captaire a qui, després d'uns passos, sedueix, sense importar-li la seva identitat. Posteriorment comprèn que es tracta de la seva germana. Afrontada per la vergonya, la noia se suïcida.
Kullervo encara té una tasca pendent que és la de venjar-se del seu oncle Untamo. Amb aquest propòsit, aconsegueix l'espasa màgica d'Ukko. Després de diverses peripècies, el troba en un lloc propici i el mata amb tota la seva família; després torna a casa, però aquesta vegada troba els cossos sense vida de la resta dels seus parents, en desordre i abandonats a l'interior de casa seva.
Davant del que ha passat i en un estat de deliri suprem, Kullervo parla a la seva espasa preguntant-li si ella està disposada a prendre la seva vida. L'espasa li respon amb entusiasme que està «llesta per beure la sang», i Kullervo s'acaba immolant sobre ella.

## Llegat
El compositor finlandès Jean Sibelius va triar Kullervo com a protagonista de la seva primera obra important: el poema simfònic per a soprano, baríton, cor i orquestra Kullervo (1892).
El personatge de Kullervo va servir també d'inspiració per al de Turin en la mitologia artificial desenvolupada per J. R. R. Tolkien.